# Iso Marjosaari (ö i Norra Savolax)
Iso Marjosaari är en ö i Finland. Den ligger i sjön Haukivesi och i kommunen Varkaus i den ekonomiska regionen  Varkaus ekonomiska region  och landskapet Norra Savolax, i den sydöstra delen av landet, 290 km nordost om huvudstaden Helsingfors. Öns area är 1,4 hektar och dess största längd är 210 meter i sydöst-nordvästlig riktning.